# Volksrepublik Lugansk

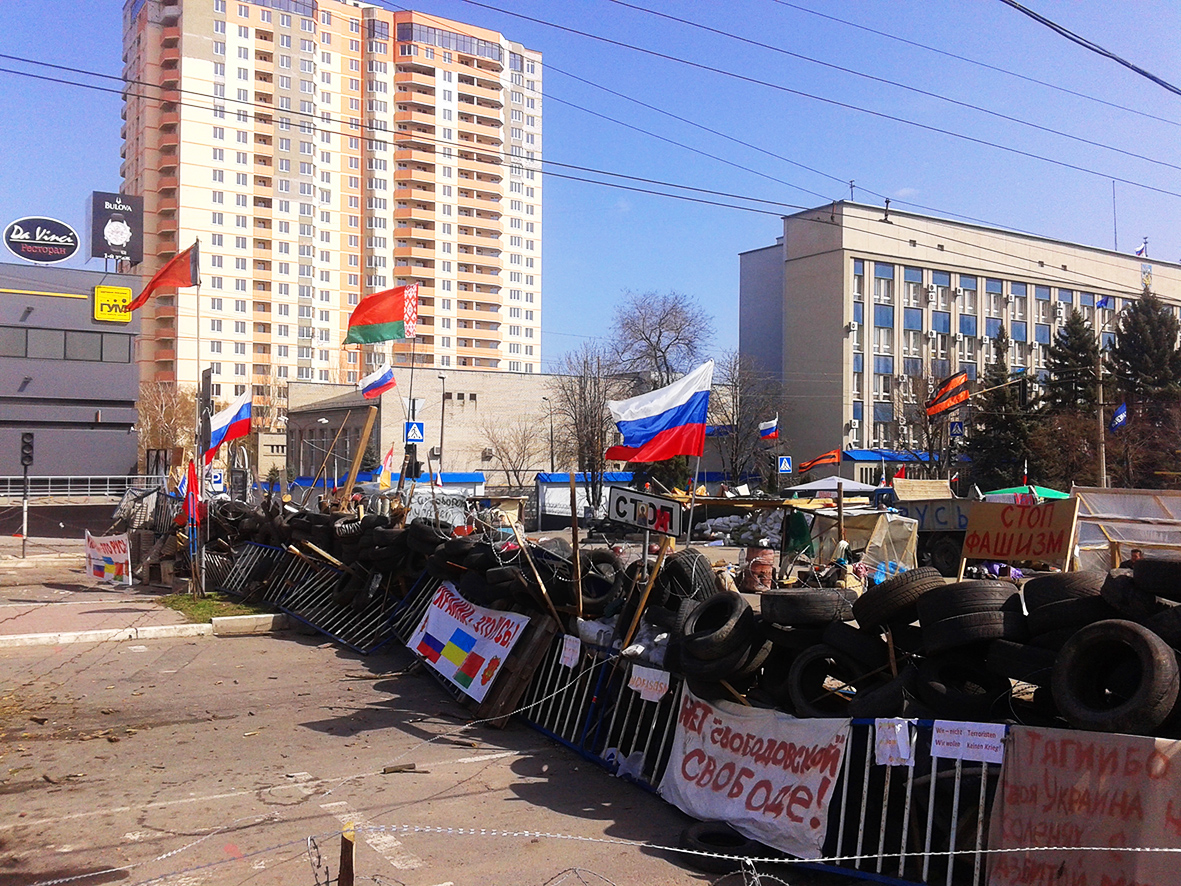
Besetzung eines Gebäudes ukrainischer Sicherheitskräfte in Luhansk

Die völkerrechtlich nicht anerkannte Volksrepublik Lugansk, auch Lugansker Volksrepublik (russisch Луганская Народная Республика Luganskaja Narodnaja Respublika, ukrainisch Луганська народна республіка Luhanska narodna respublika; Abkürzung ЛНР, LNR), wurde im April 2014 zu Beginn des Russisch-Ukrainischen Krieges mit russischer Unterstützung auf einem Teilgebiet der Oblast Luhansk der Ukraine ausgerufen. Sie stellte mit der Volksrepublik Donezk ein de-facto-Protektorat Russlands dar und wurde nach einem international nicht anerkannten Scheinreferendum im September 2022 mit der Ratifikation eines Beitrittsvertrags durch den russischen Föderationsrat im Oktober 2022 von der Russischen Föderation  völkerrechtswidrig annektiert.

## Geschichte

### Gründung 2014

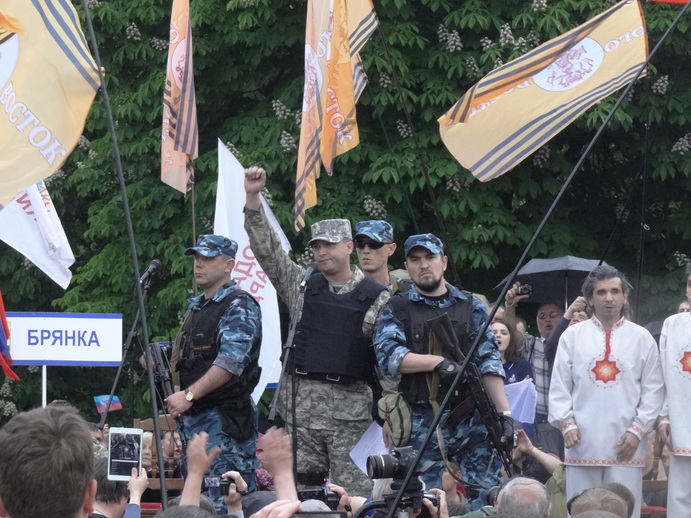
Proklamation der Volksrepublik Lugansk nach dem rechtswidrigen Referendum in der Ostukraine durch Waleri Bolotow am 12. Mai 2014

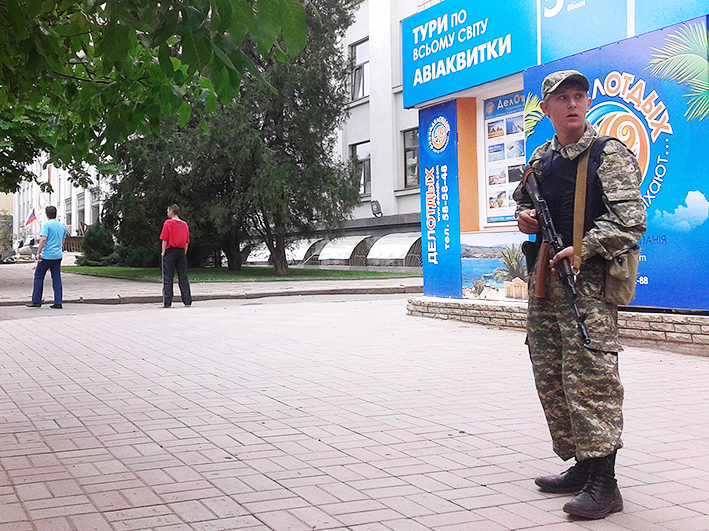
Ein bewaffneter Separatist der Volksrepublik Lugansk im Juni 2014

Die Volksrepublik Lugansk wurde am 27. April 2014 zu Beginn des Russisch-Ukrainischen Krieges von einer Gruppe von einigen hundert Separatisten auf dem Gebiet der Oblast Luhansk ausgerufen. Der Vorsitzende des vereinigten Stabes des Südostens der Ukraine erklärte, dass während der Versammlung zum Beschluss der Sezession nur ein kleiner Teil der Anwesenden für die Ausrufung der Republik gestimmt hatte. Bewaffnete hielten danach zahlreiche Gebäude in der Oblast Luhansk besetzt.
Am 11. Mai 2014 fand in Teilen des Gebietes eine Volksbefragung über eine „staatliche Unabhängigkeit“ statt, in der sich nach Angaben der „Wahlkommission“ bei 81 % Wahlbeteiligung eine Mehrheit von 96 % für die Unabhängigkeit von der Ukraine ausgesprochen habe. Auf Basis dieser keinen demokratischen Grundsätzen genügenden Befragung erklärten die Separatisten die Volksrepublik Lugansk am 12. Mai 2014 für „unabhängig“.
Die ukrainische Übergangsregierung, die Europäische Union und die USA bezeichneten das Referendum als „illegal“. Am 18. Juni 2014 erkannte das selbst nur von wenigen Staaten anerkannte De-facto-Regime Südossetien (völkerrechtlich ein Teil Georgiens) die staatliche Unabhängigkeit der Volksrepublik Lugansk offiziell an. Am 25. Juli 2014 wurde die Volksrepublik Lugansk wegen des rechtswidrigen Referendums, des Verstoßes gegen das ukrainische Verfassungsrecht und damit gegen das Völkerrecht und der weiteren Untergrabung der territorialen Unversehrtheit, Souveränität und Unabhängigkeit der Ukraine auf die Sanktionsliste der Europäischen Union gesetzt.

### 2014
Vertreter der Volksrepubliken Lugansk und Donezk bildeten am 24. Mai 2014 in Donezk eine Union beider Republiken zu Neurussland und unterzeichneten auf einem Kongress in Donezk ein entsprechendes Dokument. Dieses Projekt wurde allerdings im Mai 2015 für beendet erklärt.
Am 28. Juli 2014 meldete das UNHCHR den totalen Zusammenbruch von Recht und Ordnung, von einer Terror-Herrschaft der bewaffneten Gruppen über die Bevölkerung der Ostukraine mit Freiheitsberaubungen, Entführungen, Folterungen und Exekutionen. Im November-Bericht wurden weitere Massenexekutionen, Zwangsarbeit, sexuelle Gewalt sowie das Verbot der ukrainischen Sprache in den Schulen erwähnt.
Die Volksrepublik, vertreten durch Igor Plotnizki, nahm an den Verhandlungen der OSZE-Kontaktgruppe teil. Am 5. September 2014 wurde in Minsk ein Waffenstillstand mit der Ukraine verkündet, der bestenfalls sporadisch eingehalten wurde.
Am 2. November 2014 fanden, entgegen den Bestrebungen der OSZE-Kontaktgruppe, Präsidentschafts- und Parlamentswahlen statt. Die OSZE schloss eine Beobachtung der Wahl aus, da sie klar gegen den Friedensplan von Minsk verstoße, und nannte den Vorgang in der Folge konsequent „sogenannte Wahlen“. Diese Meinung teilte der damalige UNO-Generalsekretär Ban Ki-moon, dessen Ansprache und Erklärungen das Wort „Wahlen“ ebenso konsequent in (bei der Rede durch Gestik dargestellte) Anführungszeichen stellten.
Igor Plotnizki wurde als neuer und alter Premier der Volksrepublik Lugansk ernannt.
Die EU und die USA nannten die Wahlen illegal und illegitim und erkennen ebenso wie die Ukraine das Ergebnis nicht an. Auch Russland erkannte die Wahl nicht an, sondern respektiert sie lediglich. Das ukrainische Datum des 7. Dezember für die Kommunalwahlen war Mitte September bekannt gegeben worden: Der Friedensplan hatte Kommunalwahlen nach ukrainischem Recht vorgesehen, keine Wahl eines „Präsidenten“.

### 2017
Der frühere Kommandeur der „Landwehr“ Igor Girkin, der unter dem Pseudonym „Strelkow“ auftritt, bestätigte, dass nicht eine Landwehr aus Bürgern der Region, sondern die „reguläre Armee“ Russlands dort kämpfe.
Im November 2017 berichtete die NZZ über einen Putsch in der Lugansker „Volksrepublik“, der von Bewaffneten der „Volksrepublik Donezk“ unterstützt worden sein soll. Im Zusammenhang mit diesem Putsch soll eine Vereinigung der beiden Separatistengebiete erneut Thema von Spekulationen gewesen sein.
Dabei wurde Leonid Passetschnik im November 2017 zum Nachfolger von Premier Igor Plotnizki ernannt.

### 2018
Eine weitere international und von der OSZE verurteilte „Wahlfarce“ (NZZ) fand im November 2018 statt, zu welcher jedoch der russische Vertreter bei den Minsk-Verhandlungen sagte, es seien laut Minsk-Abkommen „nur Kommunalwahlen“ verboten; darum handle es sich bei der Bestimmung eines Anführers ja nicht. Seiner Meinung nach gelte dies selbst nicht bei einer „Parlamentswahl“. Passetschnik, der schon 2017 Plotnizki abgelöst hatte, gewann die „Wahl“ mit 61 Prozent, während andere Kandidaten an der Teilnahme gehindert worden waren und bei der Wahl des „Obersten Sowjet“, des „Parlaments“, nur zwei ausgesuchte Parteien teilnehmen durften.

### 2022
Am 15. Februar 2022 richtete die russische Duma einen Appell an den Präsidenten, die „Volksrepublik“ anzuerkennen. Der EU-Außenbeauftragte verurteilte den Schritt und wies auf die Verpflichtungen des Minsker Abkommens hin.
Am 21. Februar 2022 verkündete Wladimir Putin die Anerkennung der Volksrepublik Lugansk und der Volksrepublik Donezk als eigenständige Staaten und ordnete eine Entsendung von Truppen in die von Separatisten kontrollierten Gebiete an. Außerdem machte er deutlich, dass er für das Minsker Abkommen keine Zukunft sehe. Drei Tage später begann er den russischen Überfall auf die Ukraine. Am 3. Juli 2022 eroberten dabei russische Truppen die Stadt Lyssytschansk, die letzte größere Bastion der Ukraine im Gebiet Luhansk. Die Einnahme der Stadt wurde von Militärstrategen als eine „Zäsur“ bezeichnet. Russland habe sein erstes Kriegsziel erreicht. Russlands Kosmonauten Denis Matwejew, Sergej Korsakow und Oleg Artemjew gratulierten und feierten auf der Internationalen Raumstation mit der Flagge von Luhansk.
Am 13. Juli erkannte Nordkorea die zwei Separatistenregionen Lugansk und Donezk als unabhängig an, im Rahmen dessen kam es zum Bruch der diplomatischen Beziehungen mit Kiew.
Am 30. September 2022 verkündete der russische Präsident Wladimir Putin nach einem am 27. September 2022 beendeten Scheinreferendum die Annexion der Volksrepublik Lugansk in unklaren Grenzen. Diese „versuchte illegale“ Annexion wurde von 143 Staaten der Weltgemeinschaft so benannt und verurteilt.

## Wirtschaft
Einzel- und Großhandel sind infolge der Kampfhandlungen zusammengebrochen. Das Gebiet ist vom internationalen Zahlungsverkehr ausgeschlossen. Die zurückgebliebene Bevölkerung – nach Schätzungen westlicher Institutionen rund die Hälfte der Vorkriegszeit – ist auf Selbstversorgung angewiesen. Seit Anfang 2016 überweist die Regierung Russlands, neben jenen von der ukrainischen Verwaltung bis 2022 ausgezahlten, eigene Renten in das Gebiet Lugansk, die allerdings unter dem Vorkriegsniveau liegen. In den Krankenhäusern fehlten Basismedikamente, darunter Insulin und Psychopharmaka.
Unter dem Dach der in Minsk vereinbarten Trilateralen Kontaktgruppe versuchen das Energieministerium in Kiew und die Führung der nicht anerkannten Volksrepublik, den Export von Kohle aus den Lugansker Bergwerken für die ukrainische Industrie zu regeln. Der Oligarch Rinat Achmetow, der sich nach Kiew zurückgezogen hat, zahlte nach Informationen westlicher Experten noch 2016 bis zu 35.000 Bergarbeitern in den Gebieten Lugansk und Donezk das Gehalt und ist an dem Exportgeschäft beteiligt. Allerdings ist die Produktion weit unter das Vorkriegsniveau zurückgefallen, viele Bergwerke sind überflutet und vermint.
Laut Igor Girkin, einem früheren Kommandeur russischer Militärverbände im Donbass, hat der Kreml Fachkräfte aus dem Donbass nach Russland bringen lassen und somit der Wirtschaft der Region erheblich geschadet. Das Donbass werde „einfach nur ausgeraubt“. Die Lokomotivfabrik Luhansk wurde 2015 geplündert und stellt anstatt mit Tausenden mit einem kleinen Bruchteil der Beschäftigten Haushaltswaren her nebst einigen Reparaturaufträgen.

## Verkehr
Nach 2014 wurde zunächst eine eigene Eisenbahnverwaltung der „Volksrepublik Lugansk“ eingerichtet, die im Mai 2019 mit der der „Volksrepublik Donezk“ zur Schelesnyje Dorogi Donbassa – Eisenbahnen des Donbass – (ZDD) fusionierte.

## Akzeptanz von LNR-Pässen
Die international nicht anerkannte Volksrepublik Lugansk stellt seit Mitte 2015 eigene Pässe aus. Von Russland werden LNR-Pässe de-facto anerkannt. Besitzern eines solchen Passes ist es erlaubt, nach Russland einzureisen und sich dort aufzuhalten sowie sich an russischen Universitäten zu bewerben. Schulurkunden der Lugansker und Donezker Volksrepublik werden u. a. von der Lomonossow-Universität Moskau und Staatlichen Universität Sankt Petersburg akzeptiert, wie die Rektoren dieser Universitäten im Juni 2015 erklärten. Mit dem Pass lassen sich Flüge bei russischen Fluggesellschaften buchen. Gegenüber der RBK-Redaktion bestätigte u. a. die S7 Airlines sowie der Flughafen Rostow am Don, dass Pässe der LNR und DNR akzeptiert werden. Mit dem Pass können darüber hinaus alle Linien der staatlichen Bahngesellschaft Rossijskije schelesnyje dorogi genutzt werden. Laut dem Rechtswissenschaftler Clif Burns ist die Anerkennung der Pässe aus den Volksrepubliken ein Verstoß Russlands gegen die Souveränität der Ukraine.
Am 18. Februar 2017 unterzeichnete der russische Präsident Wladimir Putin ein Dekret, nach dem Pässe und andere Papiere der Volksrepubliken Donezk und Lugansk offiziell als gültig anerkannt werden. Russland verstößt damit gegen das Minsker Abkommen und dessen Ziel der vollen territorialen Integrität und Souveränität der Ukraine. Laut Oleksandr Turtschynow bedeute Putins Dekret, dass Russland die Volksrepubliken anerkenne. Auch die deutsche Bundesregierung verurteilte Putins Erlass. Regierungssprecher Steffen Seibert bestätigte, dass der Schritt die Einheit der Ukraine untergrabe. Russische Experten werteten Putins Dekret als Beginn einer Abspaltung der Gebiete von der Ukraine. Der OSZE-Generalsekretär Lamberto Zannier sagte, dass Putins Entscheidung die Umsetzung der Minsker Vereinbarungen erschwere und an die Situation in Abchasien erinnere, ein besetztes Gebiet, welches von Russland, aber nicht von der internationalen Gemeinschaft, als ein unabhängiger Staat anerkannt wird.

## Menschenrechtsverletzungen und Kriegsverbrechen
Das Büro des Hohen Kommissars der Vereinten Nationen für Menschenrechte (OHCHR) dokumentierte, dass am 23. Juni 2015 eine im fünften Monat schwangere Frau von bewaffneten Gruppen der „Volksrepublik Luhansk“ an einem Kontrollpunkt festgenommen wurde, als diese versucht hatte, in das von der Regierung kontrollierte Gebiet zu gelangen, wo sie ihr Kind zur Welt bringen wollte. Sie wurde vier Tage lang in einem Eisenbunker am Kontrollpunkt festgehalten, ohne richtige Nahrung, Wasser oder warme Kleidung. Die bewaffnete Gruppe drohte ihr, sie dort bis zur Entbindung zu halten. Am 27. Juni 2015 wurde die Frau freigelassen und in ein Krankenhaus eingeliefert.

### Finanzierung über Arbeitslager
Nach Angaben einer ostukrainischen Menschenrechtsgruppe werden mit einem Netz von Arbeitslagern, die „Erinnerungen an die sowjetischen Gulags“ wecken, in den Volksrepubliken Donezk und Lugansk monatlich 300.000 bis 500.000 € erwirtschaftet. Rund 10.000 Gefängnisinsassen sollen dort unter Zwang schwere Arbeiten verrichten.

### Zwangsrekrutierung
Spätestens wenige Tage vor Beginn der Invasion Russlands in die Ukraine begannen Soldaten der Volksrepublik mit der Entführung und anschließenden Zwangsrekrutierung von männlichen Zivilisten, die nach einer kurzen militärischen Einweisung und ohne Verpflegung gegen ihre ukrainischen Landsleute an die Front geschickt wurden. Über den Telegram-Kanal Batman DNR wird (Stand Mai 2022) unter anonymer Administration über solche Missstände in der Volksrepublik informiert.